# نخلة (الكورة)
النخلة هي بلدة لبنانية في قضاء الكورة - لبنان الشمالي تبلغ مساحتها حوالي 8 كلم2 وتعلو عن سطح البحر من 250 إلى 340 m وعدد سكانها الحاليين يقدر ب 17.000 نسمة، تبعد عن طرابلس 10 كلم وعن بيروت 84 كلم وفيها عدد كبير من الآثار والنواويس وغابات السنديان وحقول الزيتون التي تغطي جزء كبير منها ومن أهم معالمها «عين النخلة».هي ذات أغلبية سنية وتحوي مسجد السلطان الناصر صلاح الدين الأيوبي ومسجد الخلفاء الراشدين وكنيسة مار نهرا وكنيسة مار الياس للروم الأرثذوكس وكنيسة مار جرجس. لها عدة مداخل رئيسية منها:
طريق ضهر العين-النخلة
طريق بتوراتيج-النخلة
طريق برسا-النخلة
طريق بترومين -النخلة
طريق عابا-النخلة
يحدها من الشمال ضهر العين ورأسمسقا والجنوب عابا وبدبا ومن الشرق بتوراتيج والغرب برسا وبترومين.ويتألف المجلس البلدي من 9 أعضاء والمجلس الاختياري من 2 .وتشهد البلدة نهضة عمرانية كبيرة وازدياد سكاني ملحوظ

## جغرافيتها
هي مبنية على عدة تلال تبعد عن العاصمة بيروت 84 كلم وعن طرابلس 10 كلم في الاتجاه الجنوب الغربي وتعلو 340م عن سطح البحر، مساحتها 8 كلم² رابع بلدات الكورة من حيث المساحة. عدد سكانها الأصليين حوالي 2000 نسمة وسكانها الحاليين حوالي 17 الف نسمة. ولها عدة مداخل رئيسية:
- طريق ضهر العين - النخلة
- طريق عابا - النخلة
- طريق بتوراتيج -النخلة
- طريق برسا - النخلة
- طريق بيترومين - النخلة

أهم زراعاتها زراعة الزيتون وتبلغ 50 في المئة من مجموع مساحة البلدة وفيها أيضا الليمون والعنب والرمان وغابات السنديان والصنوبر.

## معالمها
فيها عدد كبير من النواويس والمغاوير والكهوف والآبار البيزنطية اللبنانية فيها مسجدين الأول مسجد السلطان صلاح الدين الأيوبي والثاني مسجد الخلفاء الراشدين وكنيسة مار نهرا ومار الياس ومار جرجس. وأهم معالمها «عين النخلة» التي تقع في قلب وادي النخلة الجميل ذات الطبيعة الخلابة، و«الشير الأحمر» وهو مجموعة صخور مرتفعة في حي القلع.